# Єсаї абу Мусе
Єсаї абу Мусе (вірм. Եսայի աբու Մուսե) — вірменський князь південних областей Арцаху IX століття, автор віршів.
Арабський автор Абу-ль-Фарадж називає Єсаї абу Мусе «вірменином-патрикієм, чоловіком на ім'я Стефанос», Михайло Сирієць — «патрикієм Вірменії». Поєднавши в 40-х роках IX століття володіння брата матері (області Верін Вайкунік, Бердадзор, Сісакан, Мюс Хабанд, Парсаканк, Муханк в Арцасі та Трі в Утіку) став найвпливовішим князем Арцаху і частини Утіку. У 840-х роках переміг у битві з баласаканцями. 
У 850-х роках арабський воєначальник Бугу-шараб вчиняє навалу на володіння князя Єсаї абу Мусе. Останній закріпившись у фортеці Ктіш (Гтіч) протягом одного року вів успішні бої проти Бугі. Після тимчасової згоди у 853 році був заарештований і відправлений до Багдада як бранець.